# Some Type of Skin
"Some Type of Skin" é uma canção gravada pela cantora e compositora norueguesa Aurora para seu quinto álbum de estúdio, What Happened to the Heart? (2024). Foi lançada pela Decca e Glassnote Records em 20 de março de 2024 como o terceiro single do álbum. 
Aurora e Chris Greatti escreveram e produziram "Some Type of Skin", uma faixa de synth-pop e pop alternativo com elementos de electropop, na qual a cantora clama por paz. Um videoclipe dirigido por Kaveh Nabatian foi lançado junto com a faixa.

## Desenvolvimento
Uma semana após o lançamento de "Some Type of Skin", Aurora anunciou seu terceiro álbum de estúdio, intitulado What Happened to the Heart?, junto com sua data de lançamento e capa.

## Composição
Nomeada pela NME como introspectiva, "Some Type of Skin" é uma faixa de synth-pop e pop alternativo com elementos de electropop, e uma "luz folclórica". A revista britânica DIY descreveu a canção como um "verme de ouvido simultaneamente eufórico e melancólico".

## Videoclipe
O videoclipe de "Some Type of Skin" foi lançado no mesmo dia da canção. Dirigido por Kaveh Nabatian, o vídeo mostra Aurora dançando e se movimentando por uma sala com manequins pretos. Ela está vestida toda de branco e às vezes acaricia as figuras.

## Desempenho nas tabelas musicais
| País — Tabela musical (2025) | Melhor posição |
| ---------------------------- | -------------- |
| Japão (Hot Overseas)         | 15             |

## Histórico de lançamento
| Região | Data                | Formato                    | Gravadora(s) | Ref.  |
| ------ | ------------------- | -------------------------- | ------------ | ----- |
| Várias | 20 de março de 2024 | Download digital streaming | Decca        | –     |
| Itália | 20 de março de 2024 | Rádio airplay              | Universal    | [ 9 ] |